# Lew Cody
Lew Cody (tên khai sinh là Louis Joseph Côté; 22 tháng 2 năm 1884 – 31 tháng 5 năm 1934) là một diễn viên sân khấu và điện ảnh người Mỹ có sự nghiệp kéo dài trong thời đại phim câm và phim có tiếng thời kỳ đầu. Ông nổi tiếng vào cuối những năm 1910 khi đóng vai "nhân vật nam lôi cuốn " (homme fatale, là phiên bản nam của femme fatale) trong các bộ phim như Don't Change Your Husband. 